# 4723 Wolfgangmattig
4723 Wolfgangmattig (1937 TB) là một tiểu hành tinh vành đai chính được phát hiện ngày 11 tháng 10 năm 1937 bởi K. Reinmuth ở Heidelberg.